# یون استورم
یون استورم (انگلیسی: Ion Storm) شرکت بازی ویدئویی آمریکایی است، که در سال ۱۹۹۶ توسط جان رومرو و تام هال تأسیس شد.